# Jason Thirsk
Jason Matthew Thirsk, född 25 december 1967 i Hermosa Beach, Kalifornien, USA, död 29 juli 1996 i Hermosa Beach, var en amerikansk musiker. Han var basist i punkrockbandet Pennywise från 1988 till sin död.
Thirsk spelade i band som Juvenile Delinquents, Syndicate och P.M.A., innan han tillsammans med Jim Lindberg, Fletcher Dragge och Byron McMackin bildade Pennywise 1988. Thirsk skrev helst positiva texter om hur människor kan förändra sina liv till det bättre.
1995 sjönk Thirsk ner i alkoholmissbruk och drabbades även av depression. I slutet av juli 1996 påträffades han död på bakgården till sitt hem i Hermosa Beach; han hade skjutit sig i magen. Det har hittills inte klarlagts om det var självmord eller en olyckshändelse.